# Ganjārūd
Ganjārūd (persiska: گنجارود) är en ort i Iran.   Den ligger i provinsen Gilan, i den norra delen av landet, 180 km nordväst om huvudstaden Teheran. Ganjārūd ligger 18 meter över havet och antalet invånare är 140.
Terrängen runt Ganjārūd är varierad. Runt Ganjārūd är det ganska tätbefolkat, med 134 invånare per kvadratkilometer. Närmaste större samhälle är Langarud, 20,0 km nordväst om Ganjārūd. Trakten runt Ganjārūd består till största delen av jordbruksmark.